# Хоус, Сэлли Энн
Сэ́лли Энн Хо́ус (англ. Sally Ann Howes; 20 июля 1930, Сент-Джонс-Вуд, Большой Лондон — 19 декабря 2021, Палм-Бич-Гарденс, Флорида) — английская и американская актриса театра, кино и телевидения; певица. Её карьера продолжалась 78 лет: она начала сниматься в возрасте 13 лет, последний сериал с её участием вышел в 1992 году (Хоус было 62 года), а «в роли самой себя» (в телеиграх, ток-шоу и т. п.) она появлялась до последних дней жизни (умерла в 2021 году в возрасте 91 год). Наиболее запомнилась зрителю исполнением роли По-настоящему Вкусной в фильме «Пиф-паф, ой-ой-ой» (1968).

## Биография
Сэлли Энн Хоус родилась 20 июля 1930 года в лондонском районе Сент-Джонс-Вуд. Отец — артист и певец Бобби Хоус (1895—1972), мать — театральная актриса и певица Патриша Мэлоун (1899—1971). Прадед по материнской линии — известный военный Джозеф Мэлоун (1833—1883). Дядя по материнской линии — Пэт Мэлоун (1893—1963), актёр театра и телевидения.
У девочки была безбедная обеспеченная жизнь. С началом войны её семья переехала в сельский дом в деревне Эссендон недалеко от Лондона, у Сэлли была няня и несколько домашних животных; к ним в дом нередко заходили с визитами соседи — актёр и режиссёр Джек Халберт, актриса и певица Сиселия Кортнидж, драматург и актёр Родни Экланд.
Благодаря этим знакомствам Хоус начала карьеру киноактрисы в 13 лет — её первой работой стала комедийная драма «Дитя четверга» (1943). Она обошла в кастинге около 200 девочек и получила главную роль в этой картине. Дебют Хоус оказался весьма успешным, она заключила контракт с Ealing Studios и появилась ещё в шести кинолентах до того как ей исполнилось 18 лет. После достижения совершеннолетия заключила контракт с конгломератом The Rank Organisation. В 1958 году переехала в США. Продолжила сниматься в 1950-х, 1960-х и 1970-х годах, хотя востребованной актрису назвать было нельзя, в 1980-х годах у неё была единственная кинороль, в 1990-х годах Хоус появилась лишь в трёх эпизодах двух телесериалов. Однако «в роли самой себя» (в телеиграх, ток-шоу и т. п.) она появлялась до последних дней жизни (умерла в 2021 году в возрасте 91 год).
Сэлли Энн Хоус скончалась 19 декабря 2021 года в городе Палм-Бич-Гарденс (Флорида) от естественных причин.

### Личная жизнь
Хоус была замужем четыре раза.
- Эйч. Максвелл Сокер. Брак заключён 10 марта 1950 года, в 1951 (1953[10]) году последовал развод.
- Ричард Адлер (1921—2012), известный американский композитор. Брак заключён 3 января 1958 года, в 1966 году последовал развод, актриса усыновила двоих детей мужа, с которыми осталась близка даже после развода[7].
- Эндрю Морган Мэйри, финансист. Брак заключён 7 ноября 1969 года, в 1970 году последовал развод[10].
- Дуглас Рэй, английский литературный агент. Брак заключён в 1973 году и продолжался 48 лет до самой смерти мужа в 2021 году (Хоус скончалась спустя три месяца)[7].

## Бродвейские работы
- 1956—1962 — Моя прекрасная леди / My Fair Lady — Элиза Дулитл
- 1961 — Квамина[англ.] / Kwamina — Ева
- 1963 — Бригадун / Brigadoon — Фиона МакЛарен
- 1964—1965 — Что заставляет Сэмми бежать?[англ.] / What Makes Sammy Run? — Кит Сарджент
- 2000 — «Мёртвые» Джеймса Джойса[англ.] / James Joyce's The Dead — тётушка Джулия Моркан

## Фильмография
| - 1944 — Дом на полпути / The Halfway House — Джоанна Френч - 1945 — Глубокой ночью / Dead of Night — Салли О’Хара - 1945 — Розовый шнурок и сургуч / Pink String and Sealing Wax — Пегги Саттон - 1947 — Жизнь и приключения Николаса Никльби / The Life and Adventures of Nicholas Nickleby — Кейт Никльби - 1948 — Анна Каренина / Anna Karenina — Китти Щербатская - 1949 — История мистера Полли / The History of Mr. Polly — Кристабель - 1949 — Хватит приставать к девочкам / Stop Press Girl — Дженнифер Питерс - 1951 — Две жены — это слишком много / Due mogli sono troppe — Кэтрин Фрай - 1957 — Восхитительный Крайтон / The Admirable Crichton — леди Мэри - 1968 — Пиф-паф, ой-ой-ой / Chitty Chitty Bang Bang — По-настоящему Вкусная, дочь кондитерского магната - 1980 — Корабль смерти / Death Ship — Маргарет Маршалл - 1961 — Джейн Эйр / Jane Eyre — Джейн Эйр - 1966 — Боб Хоуп представляет Театр Крайслера / Bob Hope Presents the Chrysler Theatre — Эллисон Лэнг (в эпизоде The Enemy on the Beach) - 1966 — Спасай свою жизнь / Run for Your Life — Рона (в эпизоде The Savage Machines) - 1966 — Бригадун / Brigadoon — Фиона МакЛарен - 1969 — Миссия невыполнима / Mission: Impossible — Бет (в эпизоде Fool's Gold) - 1970 — Мир Брэкена / Bracken's World — Изабель Блю (в эпизоде Miss Isabel Blue) - 1971 — Вирджинец / The Virginian — Марта Клейтон (в эпизоде Tate: Ramrod) - 1972 — Собака Баскервилей / The Hound of the Baskervilles — Лора Фрэнкленд - 1973 — Доктор Маркус Уэлби / Marcus Welby, M.D. — Джанет Бойд (в эпизоде The Day After Forever) | Гостья ток-шоу, участница телеигр и т. п. - 1958—1967 — Шоу Эда Салливана / Toast of the Town — в 4 выпусках - 1959—1960 — Шоу Дины Шор Чеви / The Dinah Shore Chevy Show — в 2 выпусках - 1959—1962 — Час Bell Telephone / The Bell Telephone Hour — в 4 выпусках - 1959—1963 — Сегодня вечером в лондонском «Палладиуме» / Tonight at the London Palladium — в 3 выпусках - 1961—1962 — Сегодня вечером с Джеком Паром / Tonight Starring Jack Paar — в 6 выпусках - 1962—1965 — Поведать правду / To Tell the Truth — в 101 выпуске - 1962—1965 — Пароль / Password — в 20 выпусках - 1963 — У меня есть секрет / I've Got a Secret — в выпуске от 24 июня - 1963—1964 — Игра на совпадение / Match Game — в 10 выпусках - 1963—1969 — Вечернее шоу Джонни Карсона / The Tonight Show Starring Johnny Carson — в 3 выпусках - 1965, 1969 — Ты не говоришь! / You Don't Say! — в 2 выпусках - 1965, 1974 — Шоу Мерва Гриффина / The Merv Griffin Show — в 2 выпусках - 1966—1971 — Шоу Майка Дугласа / The Mike Douglas Show — в 4 выпусках - 1967 — Шоу Дина Мартина / The Dean Martin Show — в выпуске Phil Harris, Sally Ann Howes, Paul Winchell, the Kessler Twins - 1967—1970 — Голливудские квадраты / Hollywood Squares — в 38 выпусках - 1968—1971 — Какая моя линия? / What's My Line? — в 3 выпусках - 1969 — Голливудский дворец / The Hollywood Palace — в выпуске #6.26 - 1969 — Забавно, что ты спрашиваешь / Funny You Should Ask — в 5 выпусках - 1969 — Это Том Джонс / This Is Tom Jones — в 2 выпусках - 1998 — Шоу Рози О’Доннелл / The Rosie O'Donnell Show — в выпуске от 19 октября - 2001 — Майкл Джексон: Празднование 30-летия / Michael Jackson: 30th Anniversary Celebration - 2003 — Бродвей: Золотой век со слов легенд, которые там были / Broadway: The Golden Age, by the Legends Who Were There |

## Номинации
- 1963[англ.] — Премия «Тони» в категории «Лучшая женская роль в мюзикле» за роль в мюзикле «Бригадун»[7].